# De Dion-Bouton Dog Cart
Il Dog Cart era un autoveicolo prodotto tra il 1882 ed il 1887 dalla azienda francese De Dion-Bouton.

## Storia e profilo
Per esteso, il nome completo di tale azienda era all'epoca De Dion, Bouton et Trépardoux in Paris, e fu costituita tra la fine del 1882 e l'inizio del 1883, ed ancora non poteva essere definita una Casa automobilistica, per il semplice fatto che l'automobile... non esisteva ancora!

Nel corso di quello stesso 1883, l'azienda preparò una caldaia a vapore e l'adattò ad una sorta di carrozza aperta a quattro ruote. Il risultato fu una sorta di quadriciclo con trazione anteriore e ruote sterzanti posteriori. L'avantreno riceveva la spinta dal motore a vapore tramite delle apposite cinghie. La potenza massima erogabile era di circa 4 CV. 

Successivamente, questo mezzo subì ulteriori evoluzioni come la caldaia perfezionata da Bouton e Trepardoux e il motore a due cilindri oscillanti brevettato dall'azienda. Già l'anno dopo, il Dog Cart divenne una vettura a 4 posti con trazione posteriore e ruote anteriori sterzanti, e nel 1887 riuscì a raggiungere una velocità massima, notevole per l'epoca, di 50 km/h.

Il Dog Cart non poteva essere ancora considerato una vera automobile, a causa della presenza di un motore a vapore e non a scoppio. 

Può comunque essere considerato tra i precursori del concetto di automobile, assieme al carro di Cugnot, risalente a ben oltre cent'anni prima.